# Madonna met slapend kind
Madonna met slapend kind (Duits: Maria mit dem schlafenden Kind) is een schilderij van Andrea Mantegna. De datering van het werk is onzeker. Het wordt tentoongesteld in het Bode-Museum in Berlijn.

## Voorstelling
Madonna met slapend kind is een intiem en menselijk portret van Maria en haar zoon. De keuze voor een klein formaat suggereert dat het schilderij bedoeld was voor privédevotie. In tegenstelling tot vele andere werken met dit onderwerp, ontbreken hier religieuze symbolen en elke vorm van idealisering. Maria houdt haar slapende zoon zachtjes tegen zich aan, een pose die zowel tederheid als verdriet over het toekomstige lot van Jezus uitdrukt. De afwezigheid van een halo en de eenvoudige, donkere achtergrond versterken het intieme karakter van het schilderij.
Mantegna, beïnvloed door Donatello, toont een meesterschap in het weergeven van emoties. De tedere omhelzing, de gezichten die elkaar aanraken en de zachte lijn van Maria's hand die het hoofd van haar kind ondersteunt, creëren een gevoel van intense verbinding. Het kindje is stevig ingebakerd, alleen zijn handen zijn vrij. Maria's kopergele, brokaten mantel omhult moeder en kind beschermend. Het kleurenschema is ingetogen, met een nadruk op diepe, rijke kleuren en subtiele lichtval. Het werk heeft echter veel schade geleden, oorspronkelijk waren de kleuren intenser.
De slechte staat van het schilderij bemoeilijkt de datering. Hierover bestaat onder kenners dan ook geen consensus. De meeste kunsthistorici gaan uit van een vroeg werk, in de tijd dat Mantegna nog in Padua werkzaam was. Anderen plaatsen het aan het begin of zelfs het einde van Mantegna's periode in Mantua, waar hij als hofschilder werkzaam was voor de familie Gonzaga.

## Herkomst
Het schilderij kwam pas weer aan het licht in 1872 toen Wilhelm von Bode en Julius Meyer, beiden betrokken bij de oprichting van musea in Berlijn, het werk tegenkwamen in de verzameling van graaf Trissino in Vicenza. Het kwam echter niet tot een koop en de Madonna kwam bij graaf Della Ponte in Piacenza terecht. Via enkele kunsthandelaren kon de Joodse ondernemer en verzamelaar James Simon het schilderij verwerven voor 2.600 pond. Het kreeg een prominente plaats in de Herrenzimmer in zijn woning in Berlijn. 
In 1904 doneerde Simon een belangrijk deel van zijn verzameling aan het net opgerichte Kaiser Friedrich Museum (later hernoemd naar het Bode-Museum). De enige voorwaarde die hij stelde, was dat de werken minstens 100 jaar samen tentoongesteld zouden worden in een speciaal kabinet, dat zou lijken op Simons Herrenzimmer. Nadat Hitler aan de macht kwam, werden alle herinneringen aan Joodse schenkers uit de Berlijnse musea verwijderd. In 1939 werd Simons kabinet definitief ontmanteld. Na omzwervingen tijdens de Tweede Wereldoorlog kwam het schilderij in de Gemäldegalerie in Dahlem en later Berlijn terecht. Pas in 2019 werd het kabinet opnieuw ingericht in het Bode-Museum met de oorspronkelijke kunstwerken.